# Nanxun

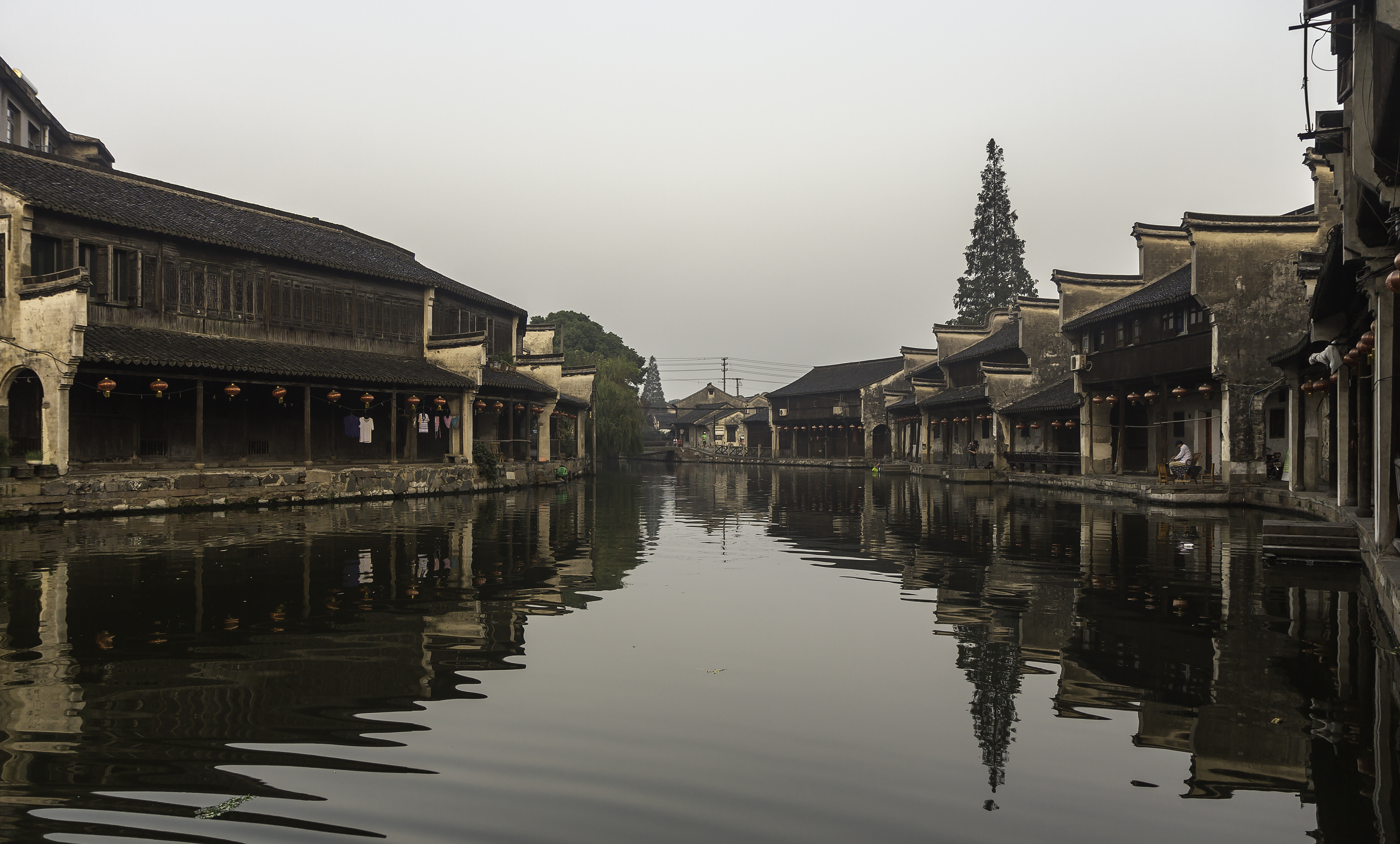
Baijian-Lou-Häuser an einem Kanal in Nanxun

Nanxun (chinesisch 南浔区, Pinyin Nánxún Qū) ist ein Stadtbezirk der bezirksfreien Stadt Huzhou in der chinesischen Provinz Zhejiang. Er hat eine Fläche von 703,1 Quadratkilometern und zählt 542.889 Einwohner (Stand: Zensus 2020).
Das "Alte Wohnhaus der Familie Zhang in Nanxun" (Nanxun Zhangshi jiuzhai jianzhuqun 南浔张氏旧宅建筑群), das Haus des wohlhabenden Geschäftsmannes Zhang Shiming in chinesischem und westlichen Stil, steht seit 2001 auf der Liste der Denkmäler der Volksrepublik China (5-488).

## Administrative Gliederung
Auf Gemeindeebene setzt sich der Stadtbezirk aus neun Großgemeinden zusammen. Diese sind:
- Großgemeinde Nanxun (南浔镇), Hauptort, Sitz der Regierung des Stadtbezirks;
- Großgemeinde Hefu (和孚镇);
- Großgemeinde Jiuguan (旧馆镇);
- Großgemeinde Lianshi (练市镇);
- Großgemeinde Linghu (菱湖镇);
- Großgemeinde Qianjin (千金镇);
- Großgemeinde Shanlian (善琏镇);
- Großgemeinde Shicong (石淙镇);
- Großgemeinde Shuanglin (双林镇).